# Beggingen
Beggingen je obec ve švýcarském kantonu Schaffhausen. Žije zde 476 obyvatel.

## Geografie
Obec se nachází v nejsevernější části Švýcarska, asi 11 kilometrů severozápadně od centra kantonálního hlavního města Schaffhausen. 
Sousedními obcemi jsou Schaffhausen, Merishausen a Schleitheim, stejně jako Blumberg v Německu.

## Historie

Letecký pohled (1948)

V lokalitě Löbern se nachází raně středověký hřbitov. První zmínka o obci pochází z roku 1278. Podle pozdně středověké tradice daroval Beggingen spolu se Schleitheimem švábský vévoda Burkhart III. (954–973) opatství Reichenau. K dřívějším majitelům pozemků patřili také Habsburkové z Teku, Krenkingenové, hrabata z Lupfenu, kláštery St. Blasien a Allerheiligen, Randenburgové a v 15. století špitál Schaffhausen. O panská práva se dělili páni z Randegg-Neueneggu a Lupfenu. V roce 1438 koupil špitál polovinu vrchnostenského dvora. V roce 1491 byl po dlouhých sporech celý vrchnostenský dvůr nad Randenem převeden na Allerheiligen a město Schaffhausen. V roce 1530 Schaffhausen vyměnil nižší soudnictví za soudnictví hrabat z Lupfenu. Až do roku 1798 patřila obec k schaffhausenskému panství Schleitheim.
Obec byla vypálena 4. dubna 1499 během švábské války a 2. října 1633 během třicetileté války. Silvestrovská kaple, obnovená po druhém požáru, se v roce 1644 stala samostatným farním kostelem. Až do roku 1804 jmenoval kostnický biskup jako právní nástupce opatů z Reichenau faráře ze Schaffhausenu.

## Obyvatelstvo

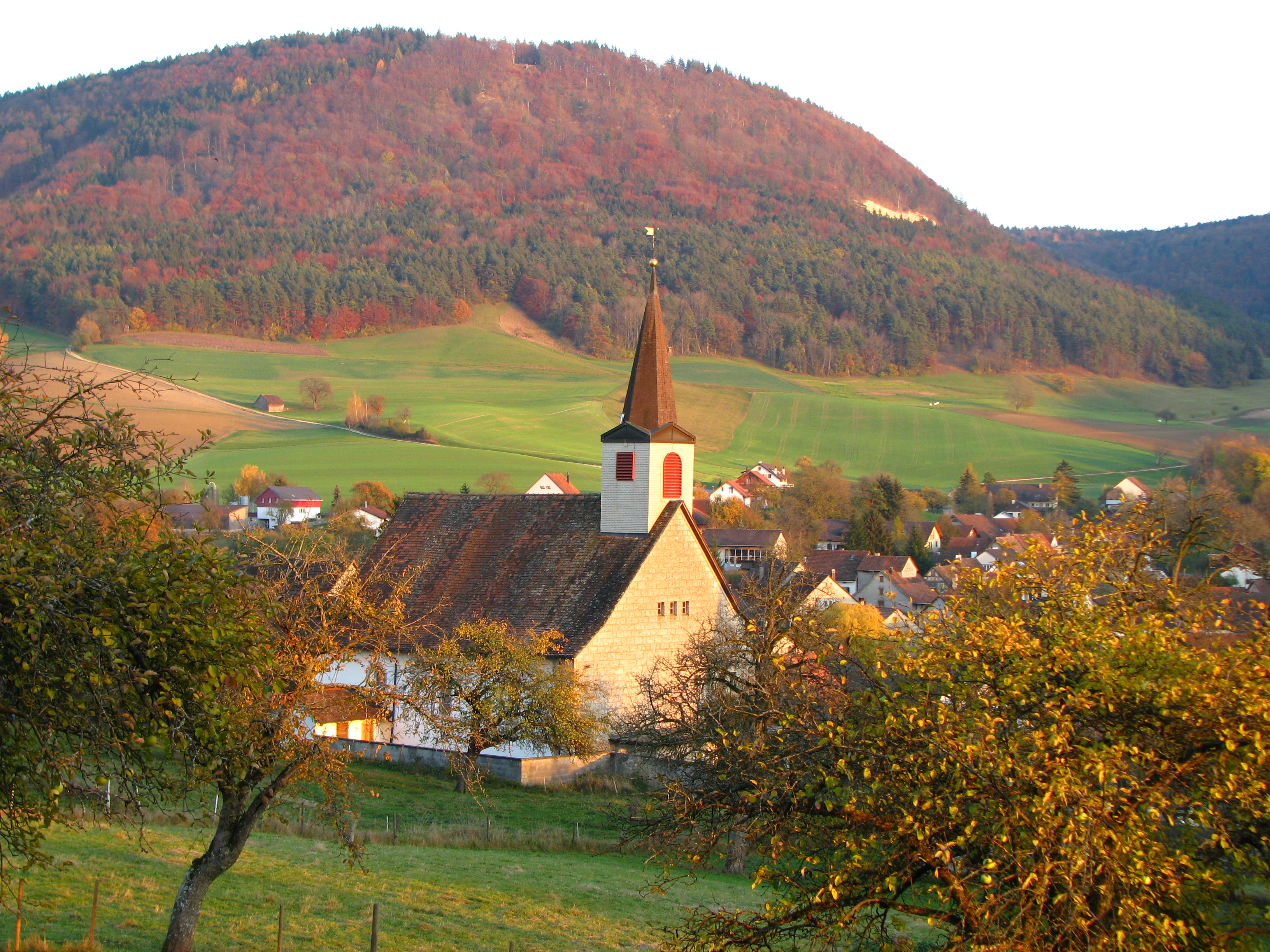
Kostel v obci

| Vývoj počtu obyvatel | Vývoj počtu obyvatel | Vývoj počtu obyvatel | Vývoj počtu obyvatel | Vývoj počtu obyvatel | Vývoj počtu obyvatel | Vývoj počtu obyvatel | Vývoj počtu obyvatel | Vývoj počtu obyvatel | Vývoj počtu obyvatel | Vývoj počtu obyvatel | Vývoj počtu obyvatel | Vývoj počtu obyvatel | Vývoj počtu obyvatel | Vývoj počtu obyvatel |
| -------------------- | -------------------- | -------------------- | -------------------- | -------------------- | -------------------- | -------------------- | -------------------- | -------------------- | -------------------- | -------------------- | -------------------- | -------------------- | -------------------- | -------------------- |
| Rok                  | 1715                 | 1771                 | 1799                 | 1842                 | 1860                 | 1880                 | 1900                 | 1920                 | 1941                 | 1960                 | 1980                 | 1990                 | 2010                 | 2020                 |
| Počet obyvatel       | 679                  | 653                  | 785                  | 1438                 | 1161                 | 1091                 | 803                  | 678                  | 592                  | 491                  | 464                  | 494                  | 522                  | 463                  |

## Doprava
Obec je spojena s okolními sídly pouze regionálními silnicemi. Do Schleitheimu vede vedlejší silnice, odkud pokračuje hlavní silnice 14 směrem na Freiburg im Breisgau nebo Schaffhausen. Další úzké vedlejší silnice vedou přes hranici do německého Fützenu (asfaltová silnice), stejně jako přes Randen do Hemmentalu (částečně asfaltová silnice). Nejbližší nájezd na dálnici A4 ve směru na Curych nebo Stuttgart je vzdálen 20 km.
Napojení na síť veřejné dopravy zajišťují autobusové linky systému SchaffhausenBus.